# لوئیس دانک
لوئیس کارل دانک (انگلیسی: Lewis Carl Dunk؛ زادهٔ ۲۱ نوامبر ۱۹۹۱) بازیکن فوتبال اهل انگلستان است.
از باشگاه‌هایی که در آن بازی کرده‌است می‌توان به برایتون اند هوو آلبیون و بریستول سیتی اشاره کرد.